# Rouffiac (Cantal)
Rouffiac település Franciaországban, Cantal megyében. Lakosainak száma 188 fő (2022. január 1.). Rouffiac Cros-de-Montvert, Montvert, Saint-Santin-Cantalès, Goulles, Saint-Cirgues-la-Loutre és Saint-Geniez-ô-Merle községekkel határos.

## Népesség
A település népessége az elmúlt években az alábbi módon változott:
| Lakosok száma | 446  | 314  | 260  | 227  | 212  | 207  | 205  | 203  | 203  | 188  |
|               | 1968 | 1982 | 1990 | 2006 | 2013 | 2015 | 2017 | 2019 | 2020 | 2022 |